# Mutilla quinquemaculata
Mutilla quinquemaculata is een vliesvleugelig insect uit de familie van de mierwespen (Mutillidae). De wetenschappelijke naam van de soort is voor het eerst geldig gepubliceerd in 1787 door Cyrillo.

## Kenmerken
De mierwespen hebben een lichaamslengte van 10 tot 16 millimeter (vrouwtjes) en 10 tot 15 millimeter (mannetjes). Het hoofd, de thorax, de antennes en de poten van het vrouwtje zijn felrood en haar achterlijf is zwart met blauwe tinten. De eerste en tweede tergiet is behaard achter, de derde tergiet volledig licht. Bij de tweede en derde tergiet wordt het haar in het midden onderbroken. De kop is breder dan de thorax. De eerste tergiet is bij beide geslachten bijna net zo breed als de tweede. De mannetjes zijn gekleurd zoals de vrouwtjes, en het lichte haar is hetzelfde. De grote tegulae, die aan de achterrand omhoog gebogen zijn, zijn rood.

## Verspreiding en levenswijze
De soort is wijdverspreid in Zuid-Europa.